# Drop-in centar
Drop-in centar je uslužna ustanova za mentalno oboljele, beskućnike, tinejdžere i druge ranjive skupine stanovništva koja nudi mjesto gdje ljudi mogu dobiti hranu i druge potrebne usluge. Drop-in centar za mentalno zdravlje može pružati prijateljsko okruženje ljudima s duševnim bolestima i poremećajima mentalnog zdravlja. 
Za razliku od skloništa za beskućnike, drop-in centar za beskućnike ne pruža privremeni smještaj, već ima za cilj pružiti druge usluge ugroženim ili ranjivim skupinama u zajednici, uključujući beskućnike, osobe s ovisnostima i tinejdžere. Drop-in centri obično su otvoreni tijekom dana. Neki centri mogu također zimi ili ljeti služiti kao centri za grijanje ili hlađenje, te kao prenoćišta.
Mnogi centri pružaju besplatne usluge, dok neki naplaćuju malu naknadu.